# Релігія в Макао
Релігія в Макао представлена переважно китайською традиційною релігією та буддизмом.

## Буддизм
Урядове інформаційне бюро повідомляє, що майже 80% населення сповідує буддизм. Буддизм є релігією більшості населення в Макао, оскільки культурні та історичні традиції підтримують або відображають буддизм. Більшість жителів Макао глибоко вірять у буддизм, незважаючи на те, що вони практикуються лише зрідка.

## Християнство

#### Католицька церква
Католицька церква в Макао організована через єпархію Макао, яка дотримується римського обряду. Ця католицька єпархія була заснована 23 січня 1576 р. Папою Григорієм XIII і наразі обмежена територією Спеціального адміністративного району (МСАР) Китайської Народної Республіки. З 2016 року єпископ Стівен Лі Бун-санг очолює цю єпархію.
За даними урядової статистики, католики в Макао в 2005 році налічували близько 27 000 (близько 5,6% від загальної кількості населення), і більшість із них були китайцями, португальцями та іноземцями. 

#### Протестантизм
Сьогодні в Макао є близько 4000 практикуючих протестантів, у середньому лише 50 людей беруть участь у богослужіннях у кожній церкві. Багато церков у Макао були засновані різними громадами з Гонконгу та інших країн, що представляли Англіканську церкву, Баптистську церкву та Лютеранську церкву, але історично між ними мало співпраці. Коли в 1990 році в Макао було засновано Союз християнських євангельських церков, почалася співпраця. У 2006 році в Макао відбувся сьомий китайський конгрес з питань світової євангелізації, який ще більше надихнув протестантські церкви в Макао на об’єднання.

## Іслам

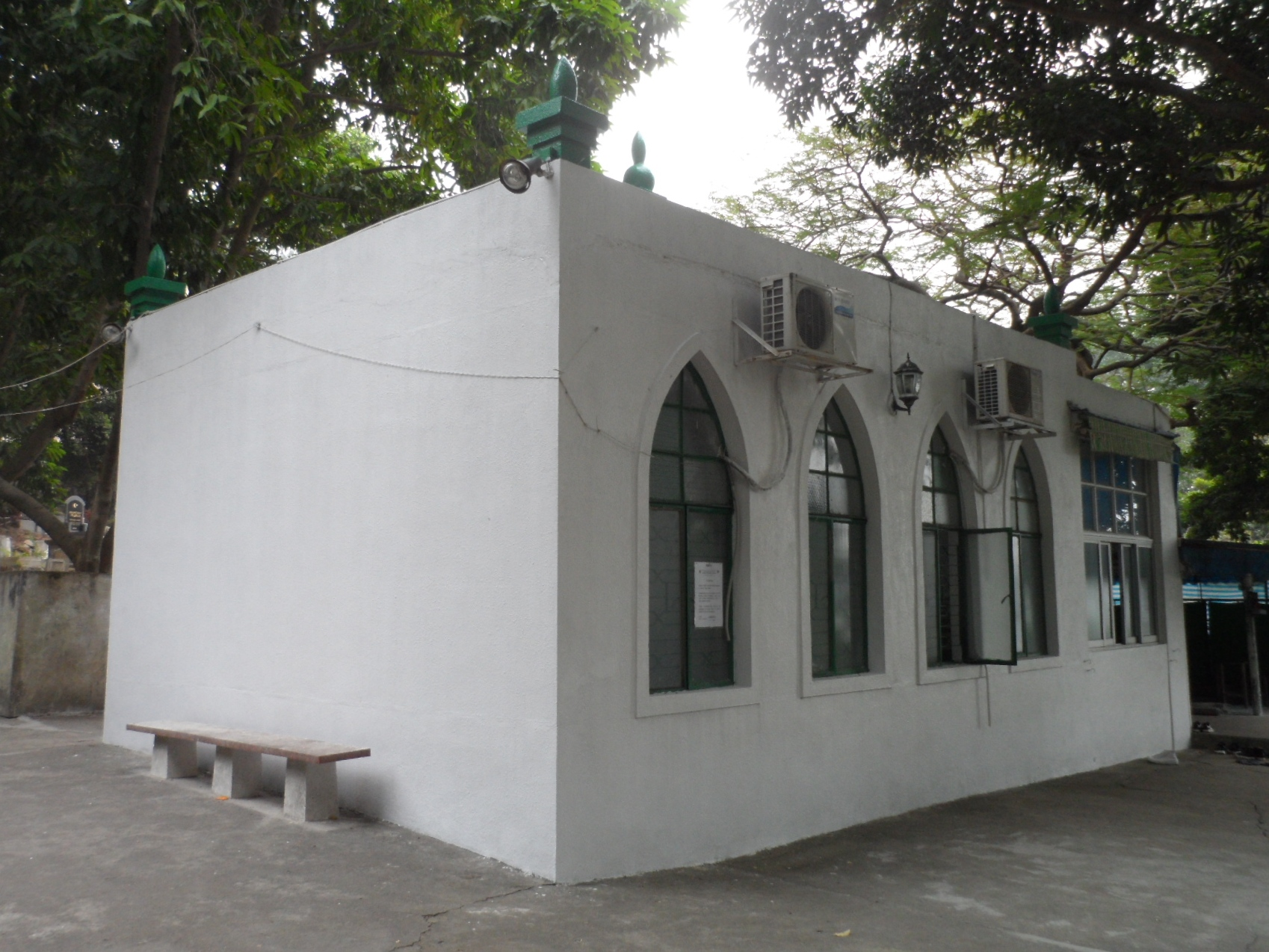
Мечеть в Макао

Іслам існує в Макао з часів династії Мін. Хоча точний період і спосіб його запровадження є спірним, традиційно вважається, що його привезли в цей район арабські та перські торговці. Під час Другої світової війни велика кількість етнічних мусульман - хуейцзу втекли до Макао, щоб уникнути руйнувань у решті країни. 
В даний часу Макао проживають близько 400 мусульман, які називають себе ісламським суспільством Макао.